# Elia Viviani
Elia Viviani (Isola della Scala, 7 febbraio 1989) è un ciclista su strada e pistard italiano, che corre per il team Lotto. Ha caratteristiche di velocista, ed è professionista dal 2010.
Nella carriera su strada si è imposto in cinque tappe del Giro d'Italia, una nel 2015 e quattro nel 2018 (oltre a vincere la maglia ciclamino della classifica a punti nella medesima edizione), in tre tappe della Vuelta a España 2018 e in una tappa al Tour de France 2019. Ha inoltre vinto la Classica di Amburgo nel 2017, nel 2018 e nel 2019, la Bretagne Classic Ouest-France 2017, il titolo italiano in linea 2018 e il titolo europeo in linea nel 2019. Su pista ha vinto invece la medaglia d'oro nell'omnium ai Giochi olimpici di Rio de Janeiro 2016, la medaglia di bronzo nella stessa specialità ai Giochi di Tokyo 2020 e la medaglia d'argento nell'americana ai Giochi olimpici di Parigi 2024 insieme a Simone Consonni; ha vinto due medaglie d'oro, due d'argento e due di bronzo ai campionati del mondo e otto titoli ai campionati europei. Ha iniziato il 2025 senza un contratto dopo la seconda collaborazione con la Ineos-Grenadiers.

## Carriera

### Gli esordi
Elia Viviani nasce a Isola della Scala, in provincia di Verona, il 7 febbraio 1989 e cresce nel paese vicino di Vallese di Oppeano dove abita con i genitori e tre fratelli. Dopo aver praticato tennis, pattinaggio e calcio, all'età di otto anni si avvicina al ciclismo grazie ad un amico, per poi scegliere di praticarlo a livello agonistico sia su strada che su pista.
Nelle categorie giovanissimi, esordienti e allievi, tra il 1998 e il 2005, gareggia sempre con il Gruppo Sportivo Luc Bovolone di Lino Scapini, ottenendo numerose vittorie su strada e su pista, e indossando anche la maglia azzurra nel 2005 in occasione dei Giochi Olimpici europei giovanili, dove vince la medaglia d'oro sia nella prova in linea che nella corsa a punti. In questo periodo viene notato da Paolo Slongo che seguirà la carriera di Viviani negli anni successivi fino all'esordio tra i professionisti diventando il punto di riferimento del giovane veronese.
Nel biennio 2006 e 2007 gareggia con la FDB-Car Diesel di Remo Cordioli nella categoria juniores, centrando quindici vittorie su strada e trentaquattro in pista, compresi Campionati europei e italiani oltre a due medaglie di bronzo ai mondiali. In questa prima parte della carriera instaura un particolare rapporto con Andrea Guardini, fortissimo velocista anche lui veronese e suo coetaneo, con cui fin da bambino lotta per la vittoria nelle corse su strada mentre insieme vincono i titoli in pista. La rivalità su strada andrà avanti negli anni all'insegna del rispetto della correttezza, anche quando tutti e due saranno professionisti.
Nel 2008 Viviani passa alla categoria Under-23 con la squadra veneta Marchiol di Giuseppe Lorenzetto, dove il direttore sportivo Biagio Conte lo affianca al più esperto Jacopo Guarnieri per fare esperienza e maturare senza pressioni. Nella stagione d'esordio arrivano comunque due vittorie che nel 2009 saranno sette compresa La Popolarissima, una delle più antiche classiche dilettantistiche italiane terreno di caccia per i giovani velocisti. Viviani si impone solitamente in volata dopo corse più a meno impegnative ma talvolta anche per distacco tanto che lui stesso si definisce passista veloce e non velocista. Impegnato seriamente anche in pista, in questi due anni conquista due Campionati europei di categoria, tre Campionati italiani assoluti in diverse specialità.

### 2010: il passaggio tra i professionisti

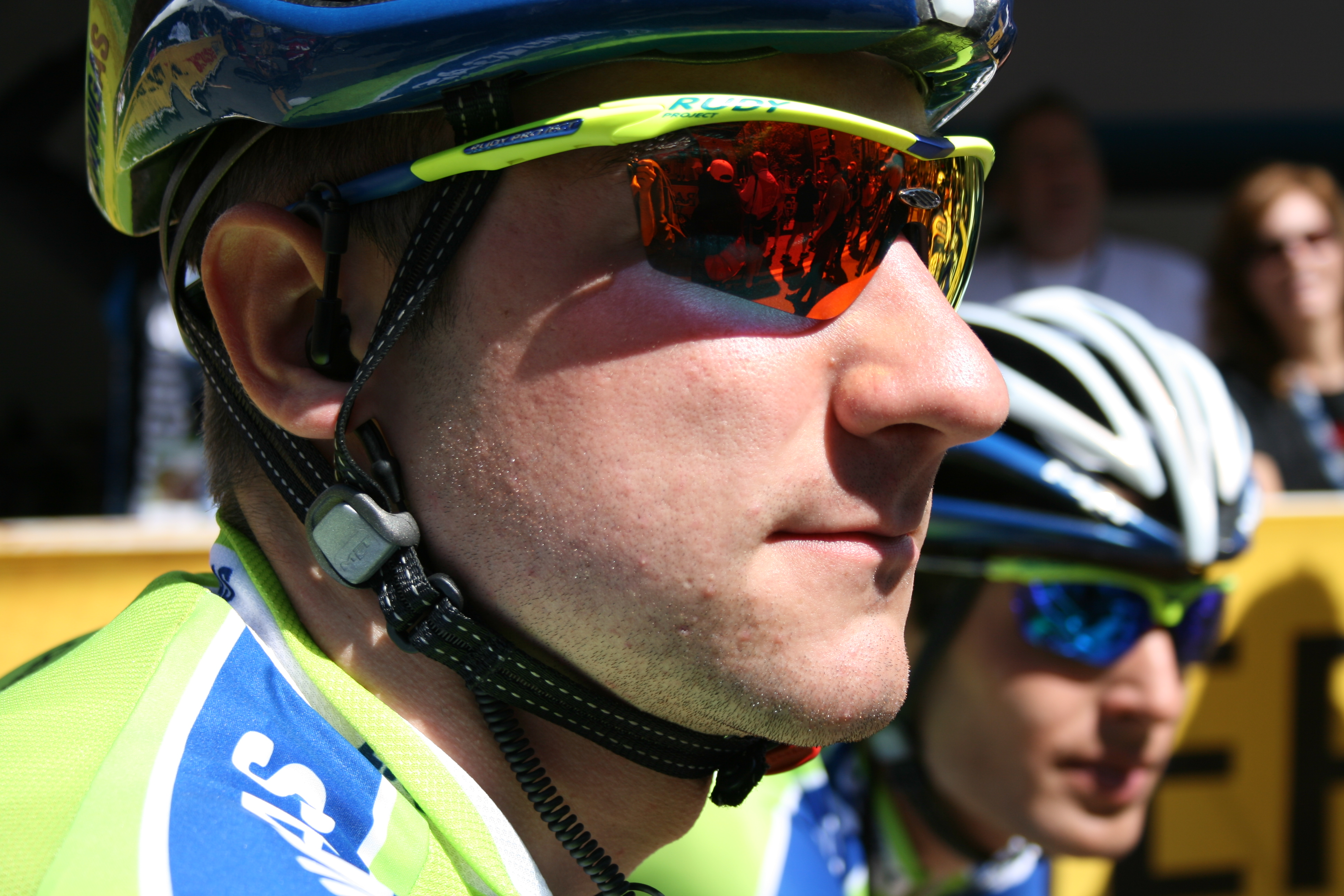
Elia Viviani con la maglia della Liquigas-Doimo nel 2010, anno del passaggio tra i professionisti.

La stagione 2010 vede Elia ancora con la Marchiol gareggiare per il terzo anno tra gli under 23. Dopo la vittoria in una tappa della Vuelta a Cuba, cui partecipa in rappresentanza della Nazionale italiana, si impone al Giro delle Tre Province e per la seconda volta consecutiva alla Popolarissima; centra così il dodicesimo ed ultimo successo nella categoria prima di diventare professionista.
Diventa professionista nell'aprile del 2010, a ventuno anni, con la Liquigas-Doimo del team manager Roberto Amadio, dove ritrova Paolo Slongo, che lo seguiva dalle categorie giovanili, e Biagio Conte, già suo direttore sportivo alla Marchiol negli under 23. Nella squadra veneta, avente licenza ProTour, trova corridori esperti come Ivan Basso, Franco Pellizotti e Francesco Chicchi ma anche molti giovani quali Vincenzo Nibali,Jacopo Guarnieri, Daniel Oss e Peter Sagan. Debutta in gara al Presidential Cycling Tour of Turkey dove vince in volata la settima tappa conquistando all'esordio il primo successo da professionista. Nel corso della stagione vince anche il Memorial Marco Pantani, battendo in volata José Serpa e Manuel Belletti dopo una lunga fuga partita per iniziativa dello stesso Viviani, e il Memorial Frank Vandenbroucke, corsa belga con strappi e tratti in pavé, dove a un chilometro dall'arrivo esce dal gruppo principale, raggiunge e sorpassa i fuggitivi in testa alla gara e taglia il traguardo tutto solo, dimostrando una buona predisposizione per le classiche del pavé.

### 2011: Liquigas-Cannondale

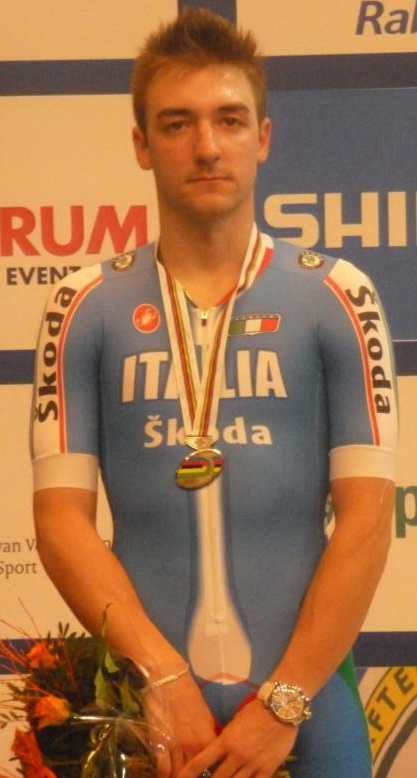
Elia Viviani in maglia azzurra nel 2011.

Confermato anche per il 2011 nella Liquigas-Cannondale, Viviani si pone come obiettivo per la sua prima stagione completa quello di ottenere qualche successo e fare esperienza nelle corse importanti. L'annata inizia in modo positivo con due vittorie su strada in febbraio al Gran Premio Costa degli Etruschi e al Tour de Mumbai I-Nasik Cyclothon in India, dove regola in volata l'esperto Robbie McEwen. Il risultato più prestigioso arriva in marzo ai Campionati del mondo su pista di Apeldoorn dove conquista la medaglia d'argento nello scratch. Partecipa poi per la prima volta al Giro delle Fiandre ma si ritira.
La seconda parte della stagione è molto proficua grazie a quattro vittorie (comprese due tappe allo USA Pro Cycling Challenge in Colorado) che gli valgono la convocazione da parte del Commissario Tecnico della Nazionale Paolo Bettini per disputare i campionati del mondo su strada di Copenaghen. Nel periodo estivo si laurea anche Campione europeo under-23 nell'omnium e nella corsa a punti. Conclude la stagione vincendo una tappa al Tour of Beijing, ottavo successo stagionale e primo in carriera in una prova del World Tour.

### 2012: Liquigas-Cannondale
Inizia la stagione 2012 in gennaio al Tour de San Luis, dove vince la sesta tappa regolando in volata Juan José Haedo e Andrea Guardini. Nella prima gara in Italia, il Gran Premio Costa degli Etruschi, il cui percorso viene modificato e accorciato a causa di vento e gelo, conferma il successo dell'anno precedente battendo Modolo e Baggio; pochi giorni dopo si aggiudica anche le due tappe e la classifica finale del Giro della Provincia di Reggio Calabria. In marzo partecipa alla Milano-Sanremo concludendola oltre il centesimo posto, mentre a fine mese vince la prima semitappa della Settimana Internazionale Coppi e Bartali. Ai successivi campionati mondiali su pista di Melbourne, dove ambisce alla vittoria nell'omnium, cade procurandosi una microfrattura che lo costringe al ritiro e gli preclude la successiva partecipazione al Giro d'Italia; riesce comunque ad ottenere la qualificazione ai Giochi olimpici di Londra, risultando però l'unico rappresentante italiano per il ciclismo su pista. Rientrato alle corse, in luglio partecipa al Giro di Polonia arrivando secondo nella seconda e nella quinta tappa battuto, in entrambi i casi, allo sprint dal britannico Ben Swift; su pista vince invece la Tre Giorni di Pordenone in coppia con Angelo Ciccone e la Tre Sere di Bassano del Grappa con lo svizzero Franco Marvulli.
Giunto a Londra per i Giochi olimpici, dopo aver disputato, il 28 luglio, la prova in linea su strada (e ottenuto il trentottesimo posto), prende parte alla prova dell'omnium, specialità della pista composta da sei prove da disputarsi in due giorni. Il 4 agosto ottiene il sesto posto nel giro lanciato, il quinto nella corsa a punti e il secondo nell'eliminazione, chiudendo la giornata al secondo posto della classifica generale. L'indomani si piazza settimo nell'inseguimento individuale e quinto nello scratch, balzando al comando della classifica generale a pari punti con Lasse Norman Hansen e Bryan Coquard; in serata ottiene però solo il nono tempo nel chilometro da fermo, scivolando così al sesto posto della generale finale. Dopo l'esperienza olimpica prende parte alla Clásica di San Sebastián e alla Vuelta di Spagna, primo grande giro a cui partecipa, dove ottiene due secondi posti dietro al tedesco Degenkolb. In settembre si piazza secondo anche al Memorial Marco Pantani, battuto da Fabio Felline, mentre su pista vince quattro medaglie ai Campionati italiani di Montichiari: oro nell'inseguimento a squadre, nell'americana, nel derny e bronzo nella corsa a punti. In ottobre vince la prima tappa del Giro di Pechino; in occasione dei seguenti Europei su pista di Panevėžys conquista quindi il bronzo nell'inseguimento a squadre con Liam Bertazzo, Ignazio Moser e Paolo Simion, l'oro nella corsa a punti e il bronzo nell'americana in coppia con Angelo Ciccone.
Alla fine del 2012 lo sponsor Liquigas lascia il ciclismo dopo otto anni di attività. La maggior parte del personale della squadra, compreso lo stesso Viviani, si trasferisce alla neonata Cannondale Pro Cycling, che assume anch'essa licenza World Tour.

### 2013: Cannondale Pro Cycling
Nel 2013 fa il suo debutto stagionale in febbraio al Tour of Qatar, dove ottiene il quinto posto nella prima tappa. Alla Parigi-Nizza si piazza terzo nella prima tappa, secondo nella seconda e veste per un giorno la maglia di leader della classifica generale; alla Milano-Sanremo arriva però al traguardo oltre il centesimo posto, mentre al Giro d'Italia ottiene in volata due secondi e un terzo posto di tappa.
Il 3 giugno vince la sua prima corsa dell'anno, imponendosi allo sprint nella seconda tappa del Critérium du Dauphiné. Dopo circa due mesi, al Tour of Elk Grove in Illinois vince le due tappe in linea e grazie all'ottavo posto nel prologo e agli abbuoni si aggiudica anche la classifica generale. Si aggiudica poi la Dutch Food Valley Classic, nei Paesi Bassi, regolando in volata Napolitano e Van Hummel, e si piazza quindi quinto alla Vattenfall Cyclassics e settimo al Grand Prix de Ouest-France, prima del successo nella prima frazione del Tour of Britain. Conclusa la stagione su strada, agli Europei su pista tenutisi ad Apeldoorn vince due titoli continentali, nella corsa a punti e, in coppia con Liam Bertazzo, nell'americana.

### 2014: Cannondale

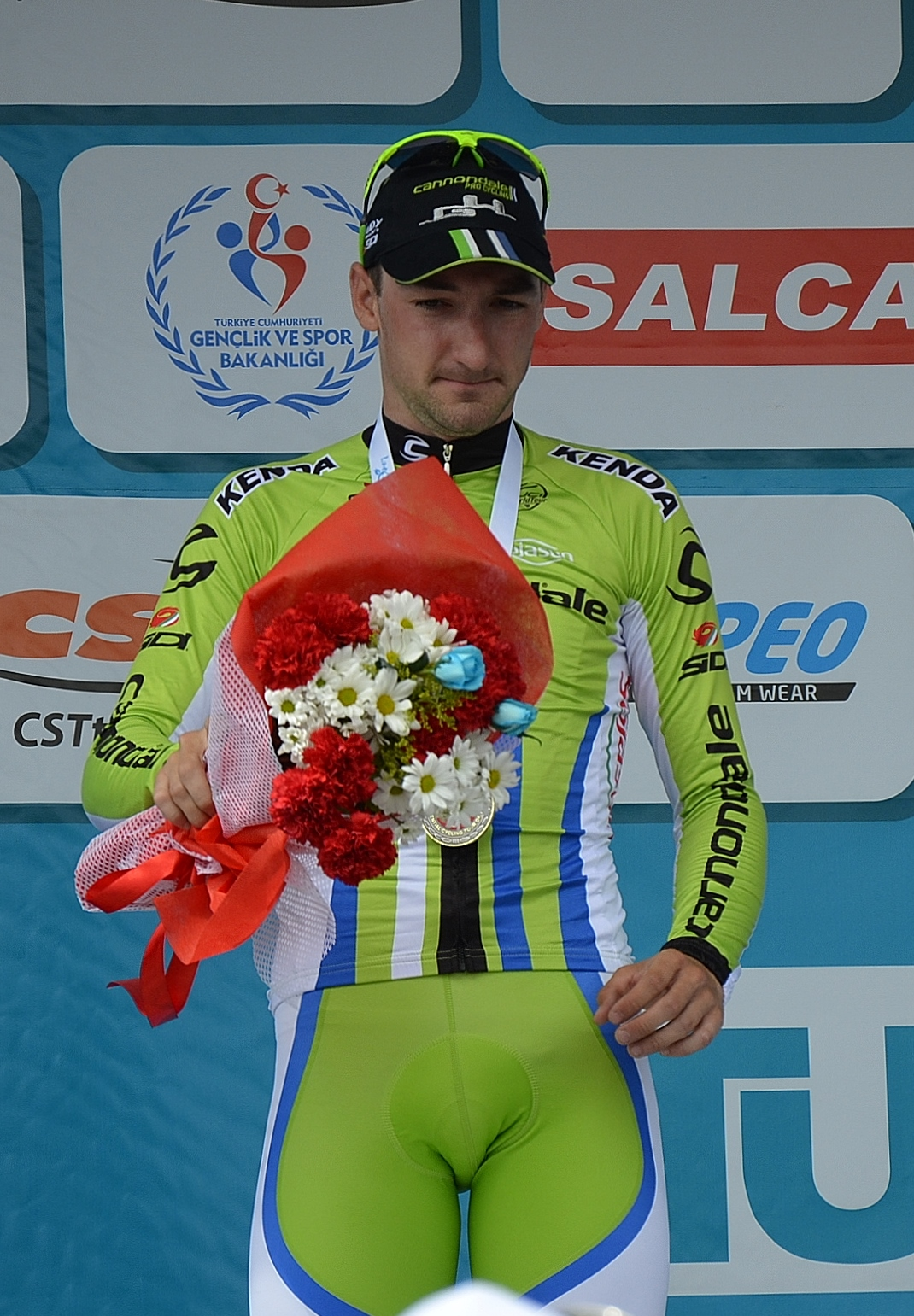
Viviani premiato in una tappa del Presidential Cycling Tour of Turkey 2014

Confermato dal team Cannondale, Viviani inizia il 2014 con una specifica preparazione per i campionati del mondo su pista di Cali, dove punta a conquistare la medaglia d'oro nella corsa a punti. Alla kermesse iridata invece Viviani delude prima nello scratch e il giorno seguente nella corsa a punti, nella quale, non rendendo al massimo dal punto di vista atletico e commettendo diversi errori sul piano tattico, deve accontentarsi del quattordicesimo posto. Dopo un periodo di riposo ritorna alle corse su strada vincendo la prima volata disputata, in occasione della terza tappa alla Settimana Internazionale di Coppi e Bartali. Al successivo Presidential Cycling Tour of Turkey vince quindi due tappe superando Mark Cavendish e Andrea Guardini: dimostra così una buona condizione in vista del Giro d'Italia, il secondo grande obiettivo della sua stagione. In quel Giro, però, a causa di cadute e febbre non va oltre un podio parziale e qualche piazzamento.
Dopo il Giro vince una frazione al Giro di Slovenia e partecipa al Tour de France, portandolo a termine senza però particolari acuti. Tra agosto e settembre si aggiudica invece, sempre in volata, una tappa allo USA Pro Cycling Challenge e la Coppa Bernocchi a Lissone, ottenendo anche buoni piazzamenti alla Brussels Cycling Classic (secondo alle spalle di André Greipel) e al Grand Prix de Fourmies (terzo). Nello stesso periodo si mette in evidenza anche su pista, aggiudicandosi diversi omnium tra Svizzera e Francia; fa suoi anche il titolo italiano dell'omnium e il titolo europeo (nella rassegna svoltasi a Guadalupa) nella medesima specialità.

### 2015: il passaggio al Team Sky
Dopo la chiusura della Cannondale, passa al Team Sky. La sua avventura con la squadra britannica inizia con un secondo posto al Trofeo Ses Salines e, successivamente, con la vittoria della seconda tappa del Dubai Tour. Il successo più importante della stagione, si ha nella seconda tappa del Giro d'Italia, con arrivo a Genova, dove batte allo sprint Moreno Hofland e André Greipel. Nella seconda parte della stagione ottiene altri 5 successi: la prima tappa dell'Eneco Tour, la prima, la terza e l'ottava frazione del Tour of Britain e due tappe al neonato Abu Dhabi Tour, dove si aggiudica anche la classifica a punti davanti al connazionale Andrea Guardini.

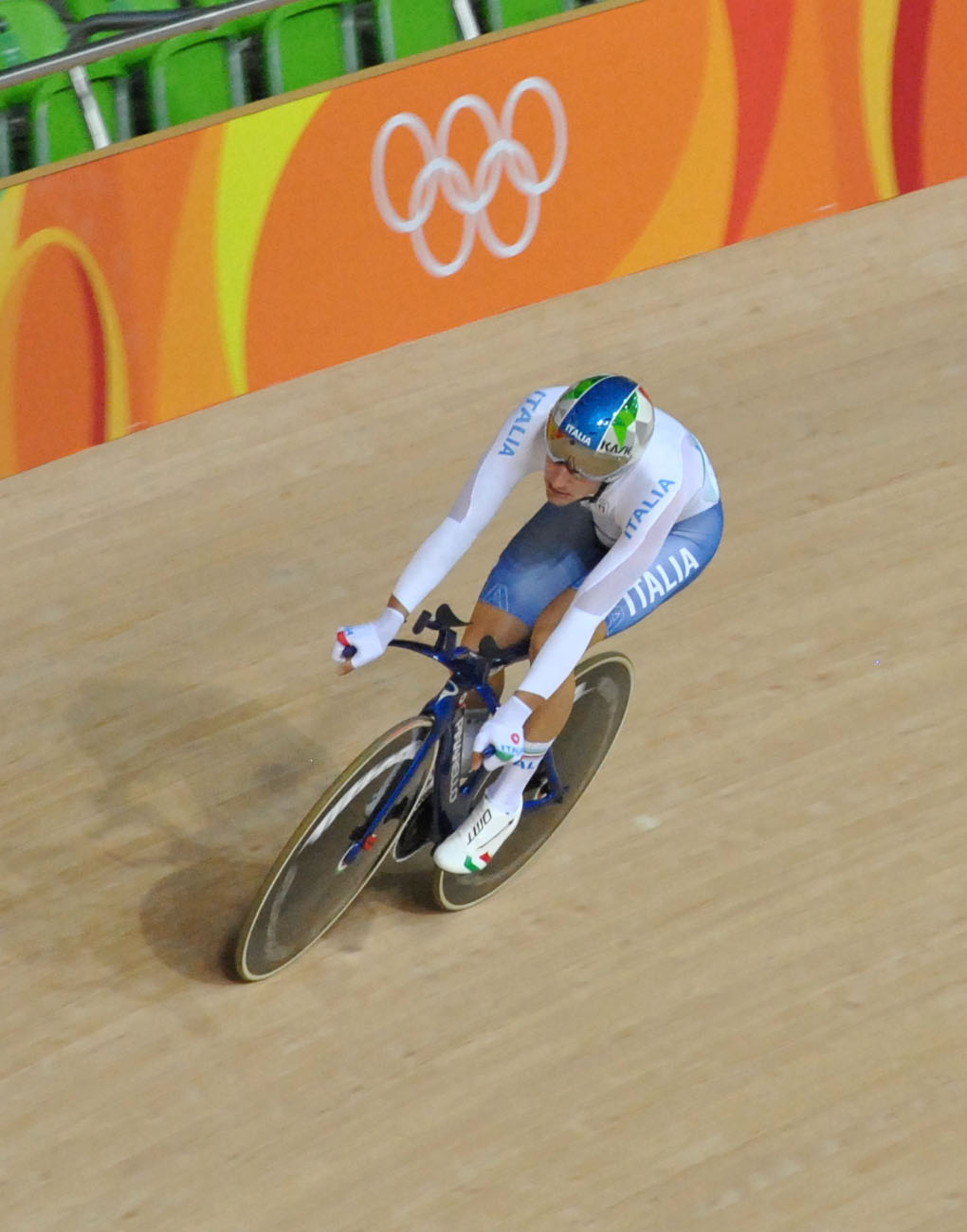
Elia Viviani in azione alle Olimpiadi di Rio 2016.

### 2016: l'oro nell'omnium alle Olimpiadi
Nel 2016 apre la stagione con tre piazzamenti Top 5 al Tour de San Luis e con il successo di tappa al Dubai Tour davanti ai connazionali Sacha Modolo e Giacomo Nizzolo. Ai primi di marzo partecipa ai campionati del mondo su pista di Londra, sfiorando il podio sia nell'omnium che nell'inseguimento a squadre (è quarto in entrambe le prove). Rimasto lontano dai migliori alla Milano-Sanremo e ritiratosi alla Gand-Wevelgem, torna alla vittoria su strada in una frazione della Driedaagse De Panne battendo due big come Marcel Kittel e Alexander Kristoff. Al seguente Giro d'Italia ottiene il secondo posto nello sprint di Arnhem, alle spalle di Kittel, ma conclude fuori tempo nell'ottava tappa ad Arezzo; anche al Tour de Pologne, in luglio, non va oltre un secondo posto parziale nella volata di Katowice vinta da Fernando Gaviria.
Volato in Brasile per correre la gara dell'omnium ai Giochi olimpici di Rio de Janeiro, la sera del 15 agosto 2016, al termine di due giorni di gara e dopo una sfida serrata nell'ultima delle sei prove previste, la corsa a punti, conquista la medaglia d'oro davanti a Mark Cavendish e Lasse Norman Hansen, che si aggiudicano rispettivamente l'argento e il bronzo. Il ciclista veronese, nonostante una caduta nella corsa a punti causata dal contatto tra Cavendish e Park Sanghoon (e che coinvolge anche Glenn O'Shea), riporta in Italia dopo 16 anni un oro nel ciclismo su pista. Dopo l'oro olimpico conclude la stagione su strada con il ventesimo posto in volata, nonostante il ruolo di co-capitano della Nazionale, ai campionati del mondo su strada di Doha, e con due podi di tappa all'Abu Dhabi Tour (vince Cavendish in entrambe le frazioni).

### 2017: le mancate convocazioni ai grandi Giri
A inizio 2017 ottiene diversi secondi posti: in tre tappe della Vuelta Ciclista a San Juan, in una tappa del Dubai Tour, nella tappa di Montalto di Castro alla Tirreno-Adriatico, in una tappa della Settimana Internazionale di Coppi e Bartali e allo Scheldeprijs, in quest'occasione alle spalle di Marcel Kittel. Successivamente non viene convocato per il centesimo Giro d'Italia, in quanto la sua squadra preferisce puntare su Geraint Thomas e Mikel Landa, impegnati nella lotta per la classifica generale. Proprio nel giorno in cui diventa ufficiale la sua non convocazione, Viviani torna al successo vincendo la terza tappa del Tour de Romandie in volata su Sonny Colbrelli e il resto del gruppo.
Escluso anche dal Tour de France e dalla Vuelta a España, decide per l'anno seguente di lasciare il Team Sky per passare alla Quick-Step Floors. Nel frattempo ottiene una medaglia d'argento in volata ai Campionati europei su strada di Herning, dietro al solo Kristoff, e vince, sempre ad agosto, la Cyclassics ad Amburgo, due tappe al Tour du Poitou-Charentes e la Bretagne Classic.

### 2018: il passaggio alla Quick-Step Floors

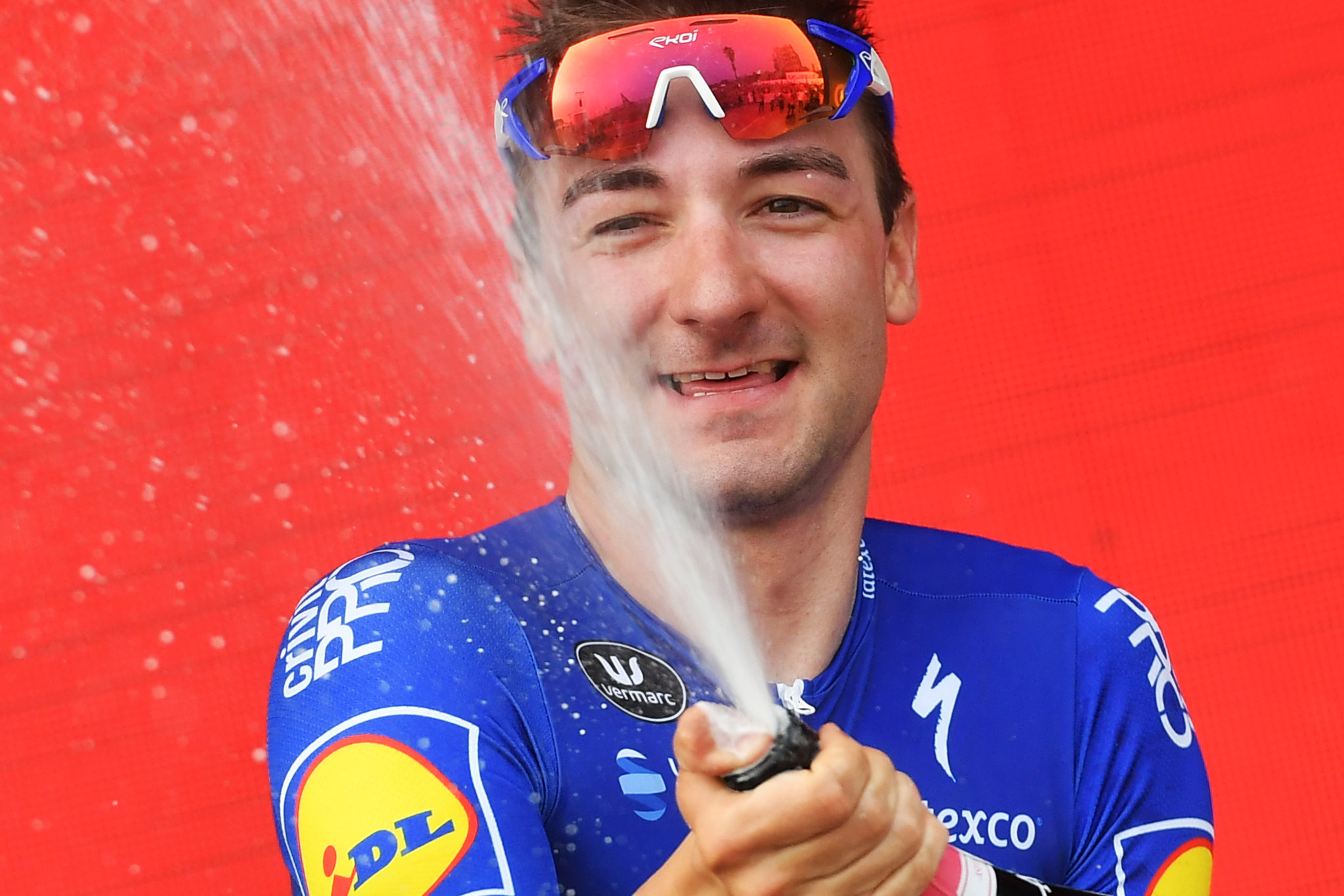
Elia Viviani vincitore della tappa di Tel Aviv al Giro d'Italia 2018

Per la stagione 2018 si accasa presso la Quick-Step Floors per avere la possibilità di essere capitano in più gare e sostituire Marcel Kittel che si è trasferito presso un'altra squadra. Esordisce al Tour Down Under vincendo la terza tappa e pochi giorni dopo si ripete al Dubai Tour vincendo la seconda frazione. Il giorno successivo conquista il primato in classifica grazie alla penalizzazione di Dylan Groenewegen e difende la maglia fino alla fine, imponendosi anche nella quinta e ultima frazione della corsa. Vince poi la seconda tappa e la classifica a punti dell'Abu Dhabi Tour, vestendo anche per due giorni la maglia di capoclassifica. Dopo essersi piazzato diciannovesimo alla Milano-San Remo si impone nella nuova Driedaagse Brugge-De Panne, già Driedaagse De Panne-Koksijde, divenuta una gara in linea. 
Conclude inoltre al secondo posto la prestigiosa Gand-Wevelgem, preceduto in volata dal solo Peter Sagan. Vive poi un Giro d'Italia da assoluto protagonista, nel quale conquista ben quattro successi di tappa, due nei primi giorni in Israele sui traguardi di Tel Aviv ed Eilat, poi di nuovo a Nervesa della Battaglia e ad Iseo; grazie a questi quattro successi, si aggiudica anche la maglia ciclamino che spetta al leader della classifica a punti del Giro. Dopo avere vinto ben tre tappe della neonata Adriatica Ionica Race, conclude il mese di giugno vincendo il Campionato Italiano su strada a Darfo Boario pur su un tracciato decisamente impegnativo, battendo Giovanni Visconti in una volata ristretta. Si impone per la prima volta con la maglia tricolore alla EuroEyes Cyclassics, battendo allo sprint Démare e Kristoff e bissando così il successo ottenuto nel 2017. 
Conclude la stagione al 6º posto della classifica Uci World Tour con 2399 punti e con 18 vittorie, è il corridore più vincente del 2018.

### 2019: la vittoria di tappa al Tour de France e il titolo di campione europeo
Dopo la spettacolare stagione conclusa nel 2018, la stagione 2019 riparte alla grande. Il 15 gennaio conquista infatti la 1ª tappa al Tour Down Under. Segue la vittoria alla Cadel Evans Great Ocean Road Race dove, in uno sprint a ranghi ristretti, precede il campione di casa, l'australiano Caleb Ewan e il sudafricano Daryl Impey. Tra la fine di febbraio e l'inizio di marzo, prende parte alla prima edizione dell'UAE Tour, nuova corsa composta da sette tappe e valevole come terza prova dell'UCI World Tour 2019. Conquista il successo nella 5ª tappa battendo allo sprint proprio l'ex compagno di squadra, il colombiano Fernando Gaviria del team UAE e Marcel Kittel della Katusha. Prosegue la stagione presentandosi al via della Tirreno-Adriatico, vince la 3ª tappa di 226 km con arrivo a Foligno, la più lunga della competizione, precedendo sul traguardo il tre volte Campione del Mondo, Peter Sagan e Fernando Gaviria, conquistando così la sua prima vittoria in questa competizione. Inoltre si piazza sul gradino più basso del podio nella 6ª tappa, battuto dal compagno di squadra Julian Alaphilippe e dal connazionale Davide Cimolai del team Israel Cycling Academy. 
Conclusa la prima parte di stagione arriva così alla partenza della 102ª Edizione del Giro d'Italia con l'intenzione di riconquistare la maglia ciclamino, ottenuta l'anno precedente. Il primo arrivo in volata si presenta nella 2ª tappa. Sul traguardo di Fucecchio, è però il tedesco Pascal Ackermann ad imporsi allo sprint su Elia Viviani. Il giorno seguente si riparte e si arriva ad Orbetello ed è ancora una volta volata di gruppo. La volata viene vinta da Elia Viviani, che però viene declassato dalla giuria per un cambio di direzione improvviso e un contatto con Matteo Moschetti a 100 metri dal traguardo. La vittoria va a Fernando Gaviria, che si prende anche la maglia ciclamino. Successivamente conquista due secondi posti, nell'8ª tappa battuto da Caleb Ewan e nella 10ª tappa battuto da Arnaud Démare. L'ultima occasione per i velocisti, prima dell'inizio delle grandi salite, si presenta nella 11ª tappa con arrivo a Novi Ligure. Conclude la tappa al 4º posto, la volata va a Caleb Ewan, che anticipa il vincitore della tappa precedente Arnaud Démare. Non riuscendo a trovare la vittoria di tappa, decide così di ritirarsi per ritrovare la serenità che gli manca.
Ritrova la vittoria al Tour de Suisse dove, dopo un 2º posto nella 3ª tappa, ottiene due vittorie consecutive nella 4ª tappa e 5ª tappa, battendo allo sprint rispettivamente Michael Matthews e Peter Sagan. Conclude la corsa al 2º posto della classifica a punti. Il 6 luglio 2019 si presenta ai nastri di partenza del Tour de France, dopo 5 anni dalla prima ed unica partecipazione alla Grande Boucle, con l'intento di vincere almeno una tappa. Riesce nell'impresa sull'arrivo di Nancy della 4ª tappa, i compagni di squadra Michael Mørkøv e Maximiliano Richeze gli lanciano a perfezione la volata consentendogli di tagliare per primo il traguardo davanti a Alexander Kristoff e Caleb Ewan. Con la vittoria di tappa sul traguardo di Nancy, al Tour de France 2019, diventa il 94º corridore di sempre ad aver vinto almeno una tappa nei tre Grandi Giri, il 18º in attività. 
Successivamente ottiene altri piazzamenti, tra cui un 6º, un 3º e due 2º posti, che gli valgono il 3º posto nella speciale classifica finale a punti della competizione. Concluso il Tour de France, il 4 agosto prende parte alla RideLondon - Surrey Classic, dove si impone allo sprint davanti a Sam Bennett.
Viene convocato come capitano per la corsa in linea dei Campionati Europei di ciclismo, che si svolgono ad Alkmaar in Olanda la settimana seguente. Dopo aver condotto la gara insieme ad altri 12 corridori, a 25 chilometri dal traguardo si stacca insieme a Pascal Ackermann e Yves Lampaert, riuscendo a superare quest'ultimo in volata e succedendo così al connazionale Matteo Trentin come campione continentale.

## Palmarès

### Strada
- 2006 (juniores)

Memorial Leonardo Massaro
- 2008 (Marchiol-Liquigas-Site Under-23)

Gran Premio della Rinascita - Roncadelle di Ormelle
Trofeo Comune di Acquanegra sul Chiese - Gran Premio d'Autunno
- 2009 (Marchiol-Pasta Montegrappa-Site-Heraclia Under-23)

Circuito di Paderno di Ponzano Veneto
Gran Premio Ceda - Mareno di Piave
La Popolarissima
Coppa Caduti di Reda
Giro dei Tre Ponti - San Donà di Piave
Alta Padovana Tour
Gran Premio di San Luigi
- 2010 (Marchiol-Pasta Montegrappa-Orogildo Under-23)

7ª tappa, 2ª semitappa Vuelta a Cuba (Ciego de Ávila > Sancti Spíritus)
Giro delle Tre Provincie
La Popolarissima
- 2010 (Liquigas-Doimo, tre vittorie)

7ª tappa Giro di Turchia (Finike > Antalya)
Memorial Marco Pantani
Memorial Frank Vandenbroucke
- 2011 (Liquigas-Cannondale, otto vittorie)

Gran Premio Costa degli Etruschi
Tour de Mumbai I-Nasik Cyclothon
1ª tappa Giro di Slovenia (Capodistria > Nova Gorica)
Coppa Città di Stresa
4ª tappa USA Pro Cycling Challenge (Avon > Steamboat Springs)
5ª tappa USA Pro Cycling Challenge (Steamboat Springs > Breckenridge)
2ª tappa Giro di Padania (Loano > Vigevano)
4ª tappa Tour of Beijing (Yanqing > Shunyi Olympic Rowing-Canoeing Park)
- 2012 (Liquigas-Cannondale, sette vittorie)

6ª tappa Tour de San Luis (Luján > Quines)
Gran Premio Costa degli Etruschi
1ª tappa Giro della Provincia di Reggio Calabria (Melito Porto Salvo > Chiaravalle Centrale)
2ª tappa Giro della Provincia di Reggio Calabria (Lamezia Terme > Reggio Calabria)
Classifica generale Giro della Provincia di Reggio Calabria
2ª tappa, 1ª semitappa Settimana di Coppi e Bartali (Gatteo > Gatteo)
1ª tappa Tour of Beijing (Tian An Men Square > Bird's Nest)
- 2013 (Cannondale Pro Cycling, sei vittorie)

2ª tappa Critérium du Dauphiné (Châtel > Oyonnax)
2ª tappa Tour of Elk Grove (Elk Grove Village > Elk Grove Village)
3ª tappa Tour of Elk Grove (Elk Grove Village > Elk Grove Village)
Classifica generale Tour of Elk Grove
Dutch Food Valley Classic
1ª tappa Tour of Britain (Peebles > Drumlanrig)
- 2014 (Cannondale Pro Cycling, sei vittorie)

3ª tappa Settimana Internazionale di Coppi e Bartali (Crevalcore > Crevalcore)
5ª tappa Giro di Turchia (Marmaris > Turgutreis)
7ª tappa Giro di Turchia (Kuşadası > Smirne)
4ª tappa Giro di Slovenia (Škofja Loka > Novo mesto)
4ª tappa USA Pro Cycling Challenge (Colorado Springs > Colorado Springs)
Coppa Bernocchi
- 2015 (Team Sky, otto vittorie)

2ª tappa Dubai Tour (Dubai International Marine Club > Palm Jumeirah)
2ª tappa Giro d'Italia (Albenga > Genova)
1ª tappa Eneco Tour (Bolsward > Bolsward)
1ª tappa Tour of Britain (Beaumaris > Wrexham)
3ª tappa Tour of Britain (Cockermouth > Kelso)
8ª tappa Tour of Britain (Londra > Londra)
2ª tappa Abu Dhabi Tour (Abu Dhabi (Circuito di Yas Marina) > Abu Dhabi (Yas Mall))
4ª tappa Abu Dhabi Tour (Abu Dhabi (Circuito di Yas Marina)
- 2016 (Team Sky, due vittorie)

2ª tappa Dubai Tour (Dubai International Marine Club > Palm Jumeirah)
2ª tappa Driedaagse De Panne - Koksijde (Zottegem > Koksijde)
- 2017 (Team Sky, nove vittorie)

3ª tappa Tour de Romandie (Payerne > Payerne)
4ª tappa Route du Sud (Espace Loisirs Sor-Agout > Nogaro)
1ª tappa Österreich-Rundfahrt (Graz > Vienna)
3ª tappa Österreich-Rundfahrt (Wieselburg > Altheim)
Classica di Amburgo
1ª tappa Tour du Poitou-Charentes (Bressuire > Saintes)
3ª tappa Tour du Poitou-Charentes (Vouillé > Neuville-de-Poitou)
Bretagne Classic Ouest-France
2ª tappa Tour of Britain (Kielder Water & Forest Park > Blyth)
- 2018 (Quick-Step Floors, diciotto vittorie)

3ª tappa Tour Down Under (Glenelg > Victor Harbor)
2ª tappa Dubai Tour (Dubai > Ras al-Khaima)
5ª tappa Dubai Tour (Dubai > City Walk)
Classifica generale Dubai Tour
2ª tappa Abu Dhabi Tour (Yas Mall > Yas Beach)
Driedaagse Brugge-De Panne
2ª tappa Giro d'Italia (Haifa > Tel Aviv)
3ª tappa Giro d'Italia (Be'er Sheva > Eilat)
13ª tappa Giro d'Italia (Ferrara > Nervesa della Battaglia)
17ª tappa Giro d'Italia (Riva del Garda > Iseo)
2ª tappa Adriatica Ionica Race (Lido di Jesolo > Maser)
4ª tappa Adriatica Ionica Race (San Vito di Cadore > Grado)
5ª tappa Adriatica Ionica Race (Grado > Trieste)
Campionati italiani, Prova in linea
Classica di Amburgo
3ª tappa Vuelta a España (Mijas > Alhaurín de la Torre)
10ª tappa Vuelta a España (Salamanca > Fermoselle)
21ª tappa Vuelta a España (Alcorcón > Madrid)
- 2019 (Deceuninck-Quick Step, undici vittorie)

1ª tappa Tour Down Under (North Adelaide > Port Adelaide)
Cadel Evans Great Ocean Road Race
5ª tappa UAE Tour (Khor Fakkan > Khor Fakkan)
3ª tappa Tirreno-Adriatico (Pomarance > Foligno)
4ª tappa Tour de Suisse (Murten > Arlesheim)
5ª tappa Tour de Suisse (Münchenstein > Einsiedeln)
4ª tappa Tour de France (Reims > Nancy)
RideLondon - Surrey Classic
Campionati europei, Prova in linea
Classica di Amburgo
4ª tappa Okolo Slovenska (Hlohovec > Senica)
- 2021 (Cofidis, sette vittorie)

Cholet-Pays de la Loire
1ª tappa Adriatica Ionica Race (Trieste > Aviano)
3ª tappa Adriatica Ionica Race (Ferrara > Comacchio)
1ª tappa Tour du Poitou-Charentes (Pons > Parthenay)
3ª tappa Tour du Poitou-Charentes (Moncontour > Loudun)
Grand Prix de Fourmies
Grand Prix d'Isbergues
- 2022 (Ineos Grenadiers, due vittorie)

1ª tappa Tour de la Provence (Istres > Saintes-Maries-de-la-Mer)
6ª tappa Giro di Croazia (Sveta Nedelja > Zagabria)
- 2023 (Ineos Grenadiers, due vittorie)

1ª tappa Giro di Croazia (Primošten > Sinj)
1ª tappa Tour of Guangxi (Beihai > Beihai)
- 2025 (Lotto, una vittoria)

7ª tappa Giro di Turchia (Selçuk > Çeşme)

#### Altri successi
- 2011 (Liquigas-Cannondale)

Classifica a punti USA Pro Cycling Challenge
Classifica a punti Giro di Padania
Classifica sprint Giro di Padania
- 2012 (Liquigas-Cannondale)

Classifica giovani Giro della Provincia di Reggio Calabria
- 2015 (Team Sky)

1ª tappa Tour de Romandie (Vallée de Joux > Juraparc, cronosquadre)
Classifica a punti Abu Dhabi Tour
- 2017 (Team Sky)

Classifica generale Hammer Sportzone Limburg
- 2018 (Quick-Step Floors)

Classifica a punti Dubai Tour
Classifica a punti Abu Dhabi Tour
Classifica a punti Giro d'Italia
1ª tappa Adriatica Ionica Race (Musile di Piave > Lido di Jesolo, cronosquadre)
Classifica a punti Adriatica Ionica Race
- 2019 (Deceuninck-Quick-Step)

Classifica a punti UAE Tour
- 2021 (Cofidis)

Classifica a punti Adriatica Ionica Race

### Pista
- 2008

Campionati europei Juniores & U23, Scratch Under-23
Campionati italiani, Inseguimento a squadre (con Filippo Fortin, Mario Sgrinzato e Mirko Tedeschi)
Campionati europei di americana, Under-23 (con Tomas Alberio)
- 2009

1ª tappa Giro d'Italia delle Piste, Corsa a eliminazione (Montichiari)
Campionati europei Juniores & U23, Scratch Under-23
Campionati italiani, Inseguimento a squadre (con Davide Cimolai, Jacopo Guarnieri e Daniel Oss)
Campionati italiani, Omnium
- 2010

Großer Preis von Wien, Inseguimento a squadre (con Marco Benfatto, Angelo Ciccone e Sonny Colbrelli)
Großer Preis von Wien, Scratch
Campionati italiani, Omnium
Großer Preis von Wien (2), Omnium
- 2011

Sei giorni delle Rose (con Jacopo Guarnieri)
Campionati europei Juniores & U23, Corsa a punti Under-23
Campionati europei Juniores & U23, Omnium Under-23
Campionati italiani, Inseguimento individuale
Campionati italiani, Corsa a punti
Campionati italiani, Americana (con Davide Cimolai)
- 2012

Tre sere di Pordenone (con Angelo Ciccone)
Tre sere di Bassano del Grappa (con Franco Marvulli)
Campionati italiani, Inseguimento a squadre (con Alex Buttazzoni, Angelo Ciccone e Alessandro De Marchi)
Campionati italiani, Americana (con Michele Scartezzini)
Campionati italiani, Derny (guidato da Cordiano Dagnoni)
Campionati europei, Corsa a punti
- 2013

Sei giorni delle Rose, Americana (con Michele Scartezzini)
Tre giorni di Aigle, Scratch
Blaus Band von Zürich, Corsa a eliminazione
Blaus Band von Zürich, Scratch
Blaus Band von Zürich, Corsa a punti
Tre sere di Pordenone (con Michele Scartezzini)
Campionati europei, Corsa a punti
Campionati europei, Americana (con Liam Bertazzo)
Campionati italiani, Inseguimento a squadre (con Alex Buttazzoni, Paolo Simion e Marco Coledan)
Campionati italiani, Americana (con Michele Scartezzini)
Campionati italiani, Corsa a punti
Campionati europei di derny
- 2014

Tre sere di Pordenone (con Marco Coledan)
Track-Cycling Challenge Grenchen, Omnium
Open Roubaix Lille Métropole, Omnium
Campionati italiani, Omnium
Tre giorni di Aigle, Omnium
Campionati europei, Omnium
- 2015

Sei giorni delle Rose, Americana (con Liam Bertazzo)
Sei giorni delle Rose, Omnium
Sei giorni delle Rose (con Alex Buttazzoni)
Tre giorni di Aigle, Scratch
Tre giorni di Aigle, Omnium
Campionati italiani, Inseguimento individuale
Campionati europei, Omnium
- 2016

Sei giorni delle Rose, Americana (con Attilio Viviani)
Sei giorni delle Rose, Omnium
Sei giorni delle Rose (con Michele Scartezzini)
Giochi olimpici, Omnium
Fenioux Piste International, Corsa a punti
- 2018

Campionati europei, Inseguimento a squadre (con Liam Bertazzo, Filippo Ganna, Francesco Lamon e Michele Scartezzini)
Sei giorni di Gand (con Iljo Keisse)
- 2019

Campionati italiani, Omnium
Campionati europei, Corsa a eliminazione
Sei giorni di Londra (con Simone Consonni)
- 2020

Tre sere di Pordenone, Scratch
- 2021

Campionati italiani, Corsa a punti
Campionati del mondo, Corsa a eliminazione
- 2022

1ª prova Coppa delle Nazioni, Corsa a eliminazione (Glasgow)
Campionati europei, Corsa a eliminazione
Campionati italiani, Omnium
Campionati italiani, Corsa a punti
Campionati del mondo, Corsa a eliminazione
- 2023

Festival Toulon Provence Méditerranée, Corsa a eliminazione
Campionati italiani, Inseguimento individuale
Campionati italiani, Corsa a punti
Campionati italiani, Inseguimento a squadre
Campionati italiani, Velocità a squadre
Sei giorni delle Rose, (con Michele Scartezzini)
Grenchen, Americana (con Michele Scartezzini)
Grenchen, Corsa a eliminazione
- 2024

Life`s an Omnium, Americana (con Michele Scartezzini)
The London 3 Day, Americana (con Simone Consonni)

## Piazzamenti

### Grandi Giri
- Giro d'Italia

2013: 118º
2014: 145º
2015: 125º
2016: fuori tempo massimo (8ª tappa)
2018: 132º
2019: non partito (12ª tappa)
2020: 112º
2021: 135º
- Tour de France

2014: 162º
2019: 130º
2020: 135º
- Vuelta a España

2012: 128º
2018: 145º

### Classiche monumento
- Milano-Sanremo

2012: 108º
2013: 108º
2016: 84º
2017: 9º
2018: 19º
2019: 65º
2020: 38º
2021: 68º
2022: 116º
- Giro delle Fiandre

2011: ritirato
2013: ritirato
2015: ritirato
2024: ritirato
- Parigi-Roubaix

2016: ritirato
2017: ritirato
2024: ritirato

### Competizioni mondiali
Strada
- Campionati del mondo

Copenaghen 2011 - In linea Elite: 80º
Richmond 2015 - Cronosquadre: 9º
Richmond 2015 - In linea Elite: 89º
Doha 2016 - In linea Elite: 20º
Bergen 2017 - In linea Elite: 57º
Harrogate 2019 - Staffetta mista: 4º
- World Tour

Calendario mondiale 2010: 271º
World Tour 2011: 152º
World Tour 2012: 99º
World Tour 2013: 64º
World Tour 2014: 144º
World Tour 2015: 109º
World Tour 2016: 145º
World Tour 2017: 35º
World Tour 2018: 6º
- Giochi olimpici

Londra 2012 - In linea: 38º
Parigi 2024 - In linea: ritirato
Pista
- Campionati del mondo

Manchester 2008 - Americana: 7º
Pruszków 2009 - Americana: 7º
Pruszków 2009 - Corsa a punti: 18º
Ballerup 2010 - Inseguimento a squadre: 11º
Ballerup 2010 - Americana: 7º
Ballerup 2010 - Scratch: 15º
Ballerup 2010 - Omnium: 12º
Apeldoorn 2011 - Scratch: 2º
Apeldoorn 2011 - Omnium: 7º
Apeldoorn 2011 - Americana: 6º
Apeldoorn 2011 - Inseguimento a squadre: 15º
Melbourne 2012 - Scratch: 21º
Melbourne 2012 - Omnium: 24º
Melbourne 2012 - Americana: 10º
Cali 2014 - Inseguimento a squadre: 11º
Cali 2014 - Scratch: 14º
Cali 2014 - Corsa a punti: 13º
Cali 2014 - Americana: 6º
St-Quentin-en-Yv. 2015 - Inseguimento a squadre: 16º
St-Quentin-en-Yv. 2015 - Omnium: 3º
St-Quentin-en-Yv. 2015 - Americana: 2º
Londra 2016 - Omnium: 4º
Londra 2016 - Scratch: 12º
Londra 2016 - Inseguimento a squadre: 4º
Londra 2016 - Americana: 15º
Berlino 2020 - Omnium: 9º
Berlino 2020 - Americana: 7º
Roubaix 2021 - Scratch: 9º
Roubaix 2021 - Omnium: 3º
Roubaix 2021 - Corsa a eliminazione: vincitore
St-Quentin-en-Yv. 2022 - Omnium: 7º
St-Quentin-en-Yv. 2022 - Corsa a eliminazione: vincitore
Glasgow 2023 - Americana: 9º
Glasgow 2023 - Omnium: 6º
Glasgow 2023 - Corsa a eliminazione: 3º
Ballerup 2024 - Scratch: 16º
Ballerup 2024 - Americana: 7º
Ballerup 2024 - Corsa a eliminazione: 2º
- Giochi olimpici

Londra 2012 - Omnium: 6º
Rio de Janeiro 2016 - Omnium: vincitore
Tokyo 2020 - Omnium: 3º
Tokyo 2020 - Americana: 10º
Parigi 2024 - Omnium: 9º
Parigi 2024 - Americana: 2º

### Competizioni europee
- Campionati europei su strada

Hooglede-Gits 2009 - In linea Under-23: 65°
Herning 2017 - In linea Elite: 2º
Glasgow 2018 - In linea Elite: 20º
Alkmaar 2019 - In linea Elite: vincitore
Monaco di Baviera 2022 - In linea Elite: 7°
Drenthe 2023 - In linea Elite: 44°
- Campionati europei su pista

Pruszków 2008 - Inseg. a squadre Under-23: 3º
Pruszków 2008 - Scratch Under-23: vincitore
Minsk 2009 - Scratch Under-23: vincitore
Minsk 2009 - Corsa a punti Under-23: 6º
Pruszków 2010 - Omnium: 6º
Anadia 2011 - Inseguimento individuale Under-23: 8º
Anadia 2011 - Corsa a punti Under-23: vincitore
Anadia 2011 - Americana Under-23: 2º
Anadia 2011 - Omnium Under-23: vincitore
Apeldoorn 2011 - Omnium: 3º
Panevėžys 2012 - Inseguimento a squadre: 3º
Panevėžys 2012 - Corsa a punti: vincitore
Panevėžys 2012 - Americana: 3º
Apeldoorn 2013 - Corsa a punti: vincitore
Apeldoorn 2013 - Americana: vincitore
Baie-Mahault 2014 - Omnium: vincitore
Grenchen 2015 - Omnium: vincitore
Grenchen 2015 - Americana: 4º
Glasgow 2018 - Inseguimento a squadre: vincitore
Glasgow 2018 - Scratch: 4º
Glasgow 2018 - Omnium: 2º
Apeldoorn 2019 - Corsa a eliminazione: vincitore
Apeldoorn 2019 - Omnium: 6º
Apeldoorn 2019 - Americana: 6º
Grenchen 2021 - Americana: 4º
Monaco di Baviera 2022 - C. a eliminaz.: vincitore
Monaco di Baviera 2022 - Americana: 6º
Grenchen 2023 - C. a eliminaz.: 5º
- Giochi europei

Baku 2015 - In linea Elite: 12º

## Vita privata
Elia Viviani abita a Vallese di Oppeano (in provincia di Verona), dove gestisce insieme alla propria famiglia un negozio di bici. Dopo un lungo fidanzamento, il 22 ottobre 2022 si è sposato con Elena Cecchini, ciclista friulana attiva nel World Tour femminile. Anche suo fratello Attilio è un ciclista.

## Riconoscimenti
- Miglior corridore veronese nel 2006[69]
- Miglior corridore triveneto nel 2006[69]
- Premio speciale al Galà del Ciclismo di Conegliano nel 2007[70]
- Giro d'onore della Federazione Ciclistica Italiana nel 2007[71], 2008[72], 2009[73] 2011[74] e nel 2012[75]
- Medaglia d'argento al valore atletico nel 2008[76] e 2011[77]
- Atena d'Argento nel 2011
- Premio Coraggio e Avanti del Centro Spirituale del Ciclismo nel 2011[78]
- Premio speciale della rivista TuttoBici nel 2011[79]
- Premio speciale del Comitato Olimpico Nazionale Italiano del Veneto nel 2011
- Premio Euromobil nel 2011[80]
- Premio speciale del Premio Viareggio Sport nel 2011[81]
- Premio speciale della Rotonda di Badoere nel 2011[82]
- Premio Canalgrande Ciclismo nel 2012
- Sportivo dell'anno per la redazione de L'Arena nel 2012[83]
- Giglio d'Oro nel 2018 e 2019
- Oscar TuttoBici nel 2018[84] e 2019[85]